# Jackson Browne (album)
Jackson Browne (pubblicato anche con il titolo di Saturate Before Using) è l'album di debutto del cantautore statunitense omonimo, pubblicato nel gennaio del 1972.
L'album, che mostra subito le doti di cantautore di Browne, è caratterizzato da alcuni brani che diverranno dei classici dell'artista e del rock statunitense. Il primo singolo estratto è la coinvolgente Doctor My Eyes, ma tra i brani più celebri troviamo anche la ballata Jamaica Say You Will, ripresa nel 1975 da Joe Cocker.

## Tracce
Brani composti da Jackson Browne
Lato A
1. Jamaica Say You Will – 3:23
2. A Child in These Hills – 3:57
3. Song for Adam – 5:22
4. Doctor My Eyes – 3:11
5. From Silver Lake – 3:49

Lato B
1. Something Fine – 3:47
2. Under the Falling Sky – 4:08
3. Looking into You – 4:20
4. Rock Me on the Water – 4:13
5. My Opening Farewell – 4:45

## Musicisti
- Jackson Browne - chitarra acustica, pianoforte, voce
- Clarence White - chitarra acustica (brano: Jamaica Say You Will)
- Albert Lee - chitarra elettrica (brani: A Child in These Hills e Under the Falling Sky)
- Jesse Davis - chitarra elettrica (brano: Doctor My Eyes)
- Craig Doerge - pianoforte (brani: Rock Me on the Water, From Silver Lake e My Opening Farewell)
- David Jackson - pianoforte (brano: Under the Falling Sky)
- Jim Gordon - organo
- Sneaky Pete Kleinow - chitarra pedal steel
- Jim Fadden - mouth harp
- David Campbell - viola
- Leland Sklar - basso
- Russell Kunkel - batteria
- Leah Kunkel - voce (brano: From Silver Lake)
- David Crosby - armonie vocali[1][6]